# 狩猟服姿の枢機卿親王フェルナンド・デ・アウストリア
『狩猟服姿の枢機卿親王フェルナンド・デ・アウストリア』（しゅりょうふくすがたのすうききょうしんのうフェルナンド・デ・アウストリア、西: El cardenal infante don Fernando de Austria cazador、英: Cardinal-Infante Ferdinand of Austria, in Hunting Dress）は、スペインのバロック絵画の巨匠ディエゴ・ベラスケスが1632-1634年にキャンバス上に油彩で制作した肖像画である。フェリペ3世の三男で、スペイン国王フェリペ4世の弟にあたるフェルナンド・デ・アウストリアが描かれている。本来、作品は狩猟休憩塔（トッレ・デ・ラ・パラーダ）のために制作された作品の1つであった。現在、マドリードのプラド美術館に所蔵されている。

## 背景
フェリペ4世は、ベラスケスに狩猟を主題とした一連の肖像画を描くよう委嘱した。それらの絵画はすべてマドリードに近いエル・パルドの森に建てられた狩猟休憩塔を装飾するためのものであった。離宮もあるエル・パルドの森は、王家の人々が毎年秋になると狩猟を楽しむために必ず訪れた場所であるが、その狩猟の合間の休憩時などに王家の人々が私的に利用する施設が狩猟休憩塔であった。この建物は後にギャラリーに変更され、ピーテル・パウル・ルーベンスとその工房が描いたオウィディウスの『変身物語』を主題とした絵画や古代の哲人像、狩猟や動物の絵画など100点以上の作品により装飾された。
ベラスケスは、この狩猟休憩塔の「国王の長廊下」と呼ばれる部屋のために狩猟を主題とする2点の他の作品、すなわち『狩猟服姿のフェリペ4世』と『狩猟服姿の皇太子バルタサール・カルロス』 (ともにプラド美術館) も描いた。本作とこの2作品には共通点があり、すべて縦長の形式で、4分の3正面向きであり、人物が狩猟服を身に着けている。なお、ベラスケスは、狩猟休憩塔のためにこれらの肖像画を含め『イソップ』、『メニッポス』、『軍神マルス』、『バリェーカスの少年』 (すべてプラド美術館) など10点余りの作品を描いている。

## 作品
フェリペ4世の弟で、10歳であった1619年に枢機卿に任命されたフェルナンド・デ・アウストリアは、兄のドン・カルロス親王の死後、叔母のイサベル・クララ・エウヘニアを継いで1631年から没年の1641年までネーデルラント総督を務めた人物である。
この絵画は、一般的に親王がネーデルラントに赴いた直後の1632-1634年の制作とされる。しかし、多くの専門家は作品がより初期の素描ないし胸像をもとにしたものであるとみなしている。実際、細部の描写が若干生硬であるのは、おそらく親王不在のまま描かれたからであろう。アンソニー・ヴァン・ダイクが1634年に制作した『枢機卿親王フェルナンド・デ・アウストリアの肖像』 (プラド美術館) に比べると、本作の親王は口髭もなく、年齢的にもかなり若い。
いずれにしても、本作は、親王の兄を描いた『狩猟服姿のフェリペ4世』と比較してみると興味深い。彼らは非常に顔立ちが似ており、『ドン・カルロス親王の肖像』 (プラド美術館) がフェリペ4世を描いた作品であると考えられたように、本作も長い間、フェリペ4世を描いたものであると考えられていた。スペイン・ハプスブルク王朝の人物は皆、同じような特徴のある容貌を共有していたのである。同時に、親王とフェリペ4世の狩猟姿の肖像の比較により、画家ベラスケスの素晴らしい創意が明らかになる。両人物とも類似した自然を背景に犬を伴い、同じような衣服を身に纏っている。しかし、絵画の印象は非常に異なる。王は堅固で、威厳のある人物として描かれているのに対し、親王はより身体を曲げ、非常に優雅である一方、やや不安定に見えるのである。

## 関連作品

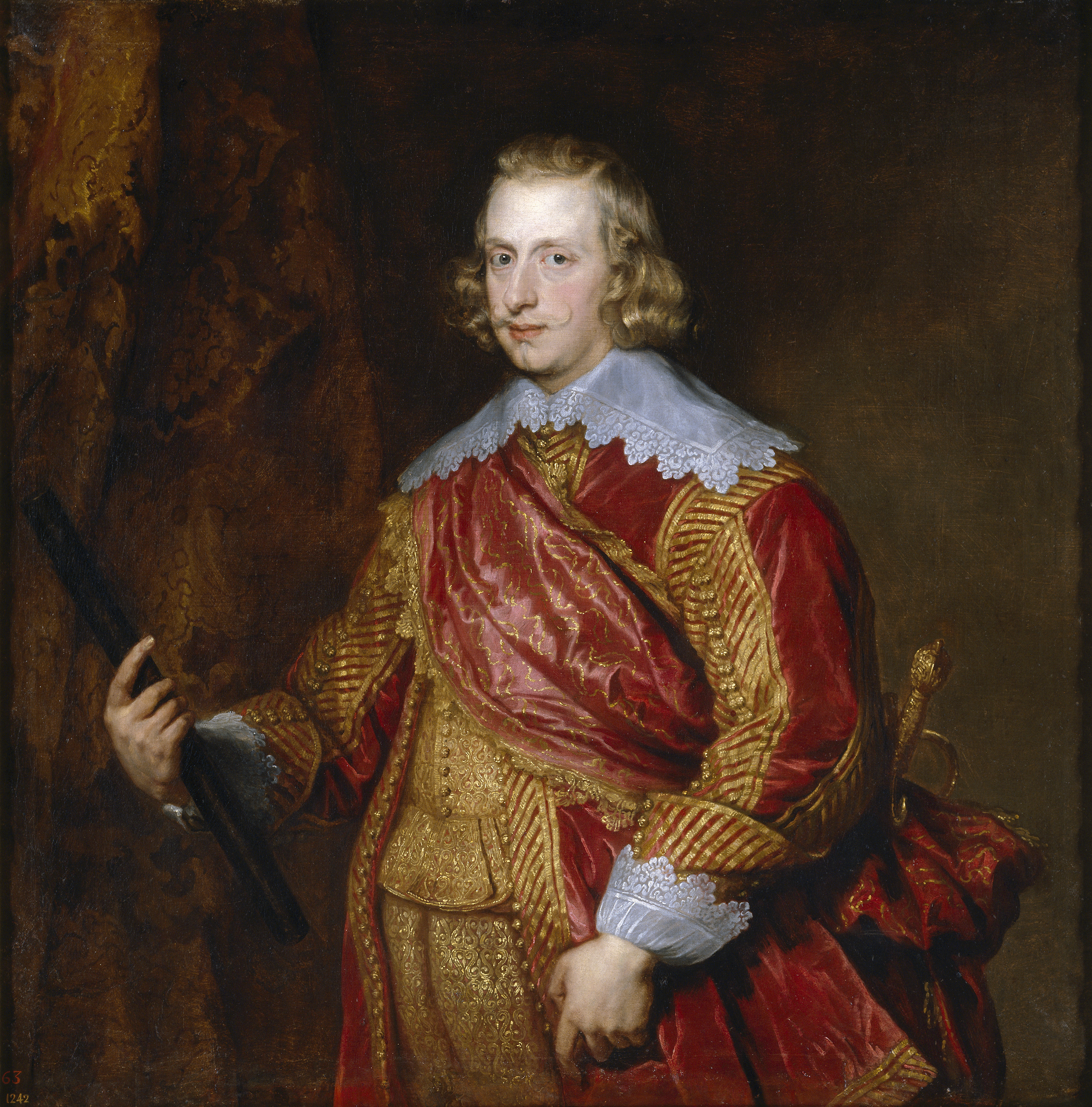
アンソニー・ヴァン・ダイク『枢機卿親王フェルナンド・デ・アウストリア』 (1634年)、プラド美術館
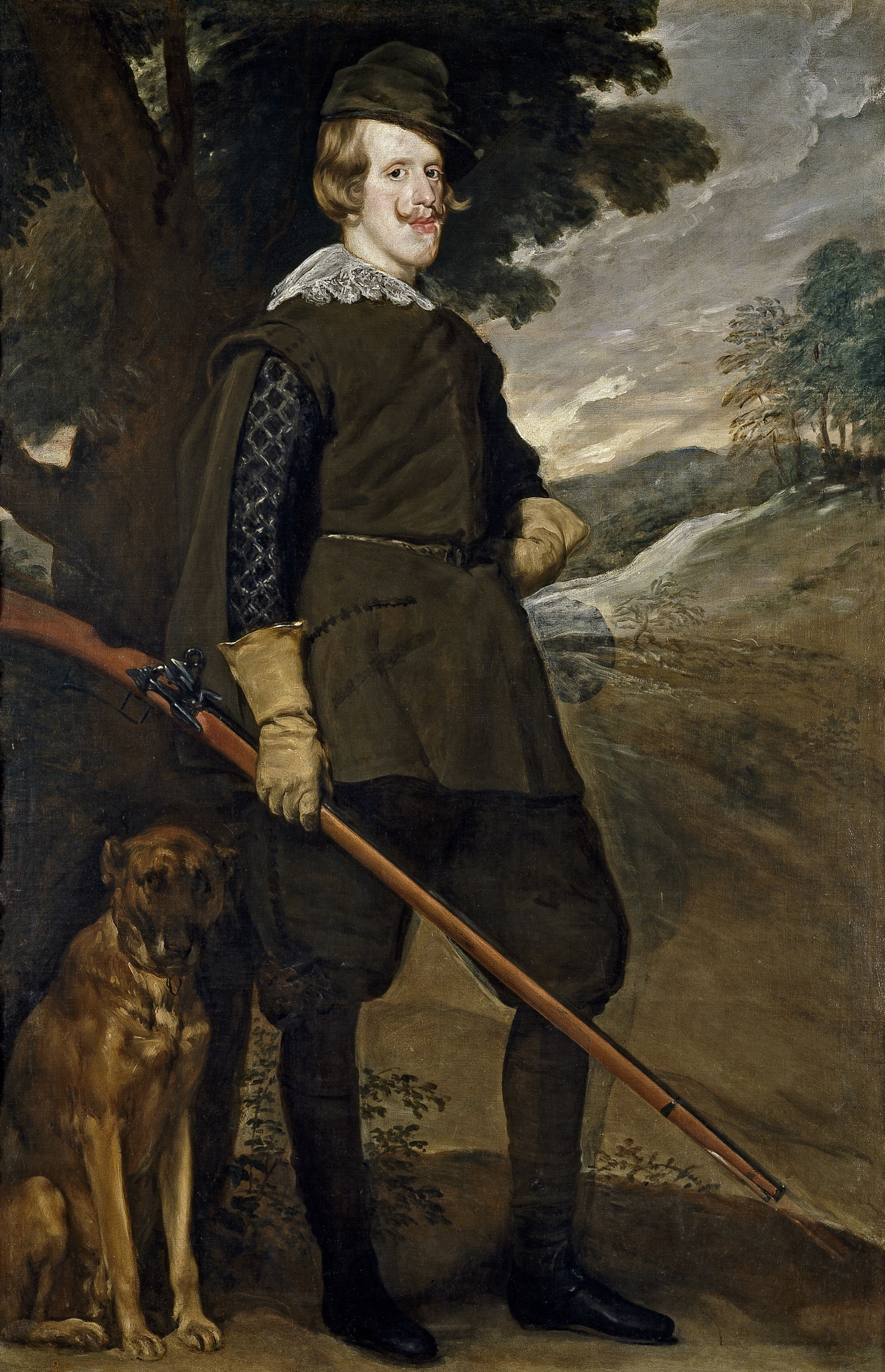
『狩猟服姿のフェリペ4世』 (1632-1634年ごろ)、プラド美術館
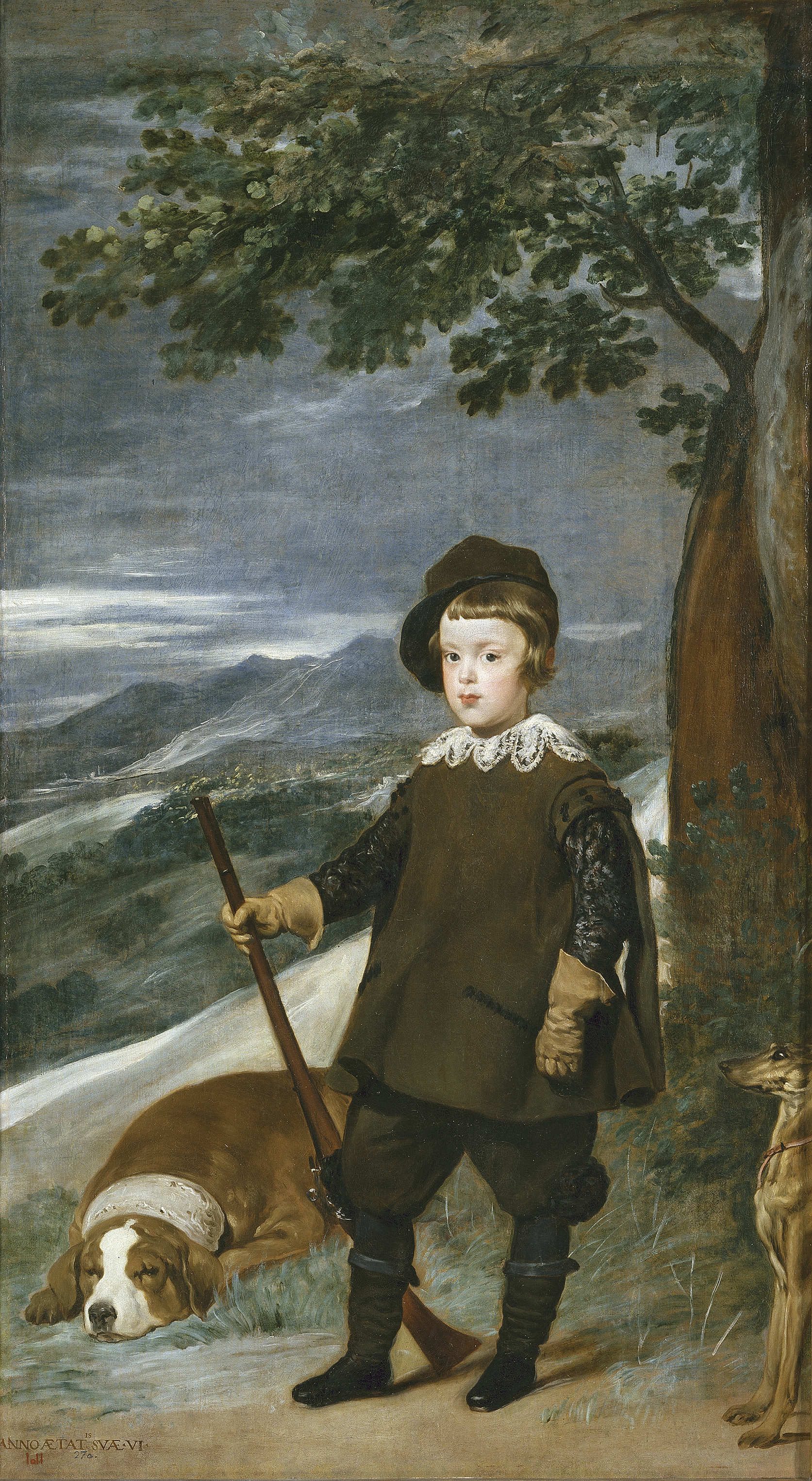
ベラスケス『狩猟服姿の皇太子バルタサール・カルロス』(1635-1636年)、プラド美術館